# Branislav Pupala
Branislav Pupala (* 1965) je slovenský vysokoškolský profesor v oboru pedagogiky.
Branislav Pupala je absolventem Filozofické fakulty Univerzita Komenského v Bratislavě. Jako vysokoškolský učitel působí od roku 1993, profesorem byl jmenován v roce 2006. V současnosti (2007) je profesorem Katedry předškolní a elementární pedagogiky na Trnavské univerzitě v Trnavě. Je zakladatelem Centra pedagogického výzkumu Slovenské akadémie věd v Bratislavě, kde je od roku 2011 samostatným vědeckým pracovníkem.